# Municipio de Crow Lake (Dakota del Sur)
El municipio de Crow Lake (en inglés: Crow Lake Township) es un municipio ubicado en el condado de Jerauld en el estado estadounidense de Dakota del Sur. En el año 2010 tenía una población de 54 habitantes y una densidad poblacional de 0,59 personas por km².

## Geografía
El municipio de Crow Lake se encuentra ubicado en las coordenadas 43°58′27″N 98°44′36″O / 43.97417, -98.74333. Según la Oficina del Censo de los Estados Unidos, el municipio tiene una superficie total de 91.99 km², de la cual 89,57 km² corresponden a tierra firme y (2,63 %) 2,42 km² es agua.

## Demografía
Según el censo de 2010, había 54 personas residiendo en el municipio de Crow Lake. La densidad de población era de 0,59 hab./km². De los 54 habitantes, el municipio de Crow Lake estaba compuesto por el 96,3 % blancos, el 1,85 % eran asiáticos y el 1,85 % eran de una mezcla de razas. Del total de la población el 0 % eran hispanos o latinos de cualquier raza.